# きむ
きむ（本名：木村行伸、1980年9月27日 - ）は、日本の詩人・写真家・経営者。福井県小浜市出身。自作をまとめている「いろは出版株式会社」の代表取締役。また夢をテーマにした「日本ドリームプロジェクト」の代表を務めている。

## 作風
きむ本人、または写真家yadaniの撮影した写真に、自身が制作した詩をのせたもの。

## 経歴
- 1997年 詩作を始める
- 1999年3月、福井県立若狭高等学校卒業
- 1999年4月、京都芸術短期大学入学　カメラに手を染める
- 2000年8月、 詩と写真を組み合わせたポストカードを京都寺町通りで路上販売を開始
- 2001年2月、合資会社「きむカンパニー」設立
- 2001年3月、京都芸術短期大学卒業
- 2003年7月、夢をテーマにしたプロジェクト「日本ドリームプロジェクト」を発足
- 2003年10月、いろは出版株式会社設立。同社、代表取締役就任
- 2011年5月、自身が編集長を務める、こころの呼吸をするWebサイト「いろはブレス」発刊

## 作品

### きむ作品集
- 第1弾『想い描く世界に』（2003年）
- 第2弾『あなたが生きる今日が素晴らしい』（2004年）
- 第3弾『あなたとの時間を愛と呼べるように』（2005年）
- 第4弾『信じる明日に向かって』（2007年）
- 第5弾『幸せに咲く人生を』（2009年）
- 第6弾『あなたに逢えて』（2011年）

### プレゼントブックシリーズ
- 第一弾『ふたり』（2005年）
- 第二弾『こころ』（2006年）

### 日本ドリームプロジェクト書籍
- 第1弾「1歳から100歳の夢」出版（2006年4月）
- 第2～4弾「中学生の夢」「高校生の夢」「先生の夢」3冊同時出版（2007年2月）
- 第5弾「働く人の夢」出版（2008年4月）
- 第6弾「家族への夢」出版（2008年11月）
- 第7弾「アスリートの夢」出版（2009年6月）
- 第8弾「働きだして見つけた夢」出版（2009年10月）
- 第9弾「100歳の夢」出版（2010年4月）
- 第10弾「市長の夢」出版（2010年9月）
- 第11弾「農家の夢」出版（2011年4月）
- 第12弾「オヤジの教科書」出版（2011年6月）
- 第13弾「働く女子の夢」出版（2011年10月）

### WORLD DREAM PROJECT書籍
- 第1弾「WE HAVE A DREAM -201カ国202人の夢×SDGs」出版（2021年6月。英語版も同時出版）